# Калиняк, Роберт
Роберт Калиняк (словац. Robert Kaliňák; род. 11 мая 1971, Братислава) — словацкий политический и государственный деятель. Заместитель председателя партии «Направление — социальная демократия». Заместитель председателя правительства и министр обороны Словакии с 25 октября 2023 года. В прошлом — министр внутренних дел Словакии.

## Биография
Роберт Калиняк родился в Братиславе в семье моряка и учительницы. По окончании Машиностроительного техникума с 1989 по 1995 год учился на юридическом факультете Университета Коменского в Братиславе. Во время бархатной революции был членом координационного комитета студенческого движения. В 1990 году, ещё будучи студентом, начал заниматься предпринимательской деятельностью, открыл студенческий ресторан, издательство и типографию университетской литературы. С 1992 года, также будучи ещё студентом, стал работать в юридической фирме. В 1999 году вместе с партнёрами открыл сеть ресторанов «Steam & coffee», проявил себя и в других сферах бизнеса. После прихода в политику перестал заниматься исполнительной деятельностью.

### Политическая деятельность
Роберт Калиняк является одним из основателей партии Курс — социал-демократия. С момента её создания занимал несколько партийных должностей. С 2001 года входит в состав руководства партии, с 2004 года является заместителем председателя партии.

#### 2002—2006
Избран депутатом Национального совета Словацкой Республики и председателем Комитета Национального совета Словацкой Республики по вопросам обороны и безопасности. В период исполнения им депутатских полномочий Комитет столкнулся с несколькими политическими скандалами, как-то «Группка» и прослушивание журналистов. В этой связи Комитет в 2004 году представил к рассмотрению закон «О защите от прослушивания» (действует и поныне).
Будучи председателем Комитета, Калиняк представил к рассмотрению Закон о предоставлении компенсаций жертвам вторжения союзных войск в 1968 году и Закон об оружейной амнистии, по которой в два этапа с населения было собрано восемь тысяч единиц незаконного оружия.

#### 2006—2010
После парламентских выборов был назначен заместителем председателя правительства и министром внутренних дел Словацкой Республики.
За этот период Словацкая Республика вступила в Шенгенскую зону и в безвизовую программу США, произошло значительное снижение уровня преступности, особенно насильственной. Крупнейший сдвиг был отмечен в области транспортной безопасности: количество смертей в ДТП в год снизилось с 627 (2007 г.) до 355 (2009 г.).
За этот период также произошло несколько скандалов, таких как дело Хедвиги Малиновой и экспорт тренировочных взрывчатых веществ в Ирландию.

#### 2010—2012
Избран депутатом Национального совета Словацкой Республики и председателем комитета по контролю Разведывательной службы Словакии.
В этот период были раскрыты случаи прослушивания журналистов Военным оборонным агентством.

#### 2012 —
После парламентских выборов был снова назначен заместителем премьер-министра и министром внутренних дел.
За этот период провёл несколько важнейших реформ, как-то «ESO» — реформа государственного управления с экономией 1 % ВВП (700 млн евро), реформу системы спасения, борьбы со стихийными бедствиями и интеграции добровольных пожарных команд в Интегрированную систему спасения, реформу системы государственных закупок с внедрением «государственного e-bay», реформу пенсионной системы вооруженных сил с экономией 200 млн евро, реформу государственной политики маргинализированных цыганских общин Словакии.
В области безопасности было достигнуто наиболее резкое снижение количества убийств с момента образования в 1993 году Словацкой Республики, Словакия выполнила обязательство перед ЕС по снижению смертности на дорогах на 50 %.
После парламентских выборов 2023 года назначен заместителем председателя правительства и министром обороны в правительстве под руководством премьер-министра Роберта Фицо.